# موسیقی زرتشتی
موسیقی زرتشتی گونه‌ای از موسیقی دینی است که در مراسم مذهبی زرتشتیان اجرا می‌شود.
گرچه برخی از رسوم زرتشتی نگاهی منفی به ملودی‌های پیش از اسلام داشته‌اند (همچون ترانه‌های شبانی یا روستایی) اما با این حال موسیقی زرتشتی از ابتدای بنیان‌گذاری این دین وجود داشته‌است. با از بین رفتن موبدان، بیشتر رسوم زرتشتی به دست فراموشی سپرده شد و تنها اندکی از آن‌ها باقی مانده‌است.
متون تاریخی نشان می‌دهند که پیش از حمله اعراب به ایران، زرتشتیان با آهنگ‌های تک‌نفره یا گروهی آشنا بوده‌اند. بیشتر این نغمه‌ها به فراموشی سپرده شده و اکنون دیگر اجرا نمی‌شوند. متن این ترانه‌ها بیشتر از اوستا و گاتاها (منسوب به زرتشت) بوده‌اند. نشانه‌های تأثیر موسیقی زرتشتی را می‌توان در سرودهای زیارتی و نیز قرائت قرآن نادری دید.